# Politics and Prose
Politics and Prose est une librairie indépendante de Washington, la capitale des États-Unis. Fondée en 1984, elle est située dans Chevy Chase.